# Wehrkirche Pomßen

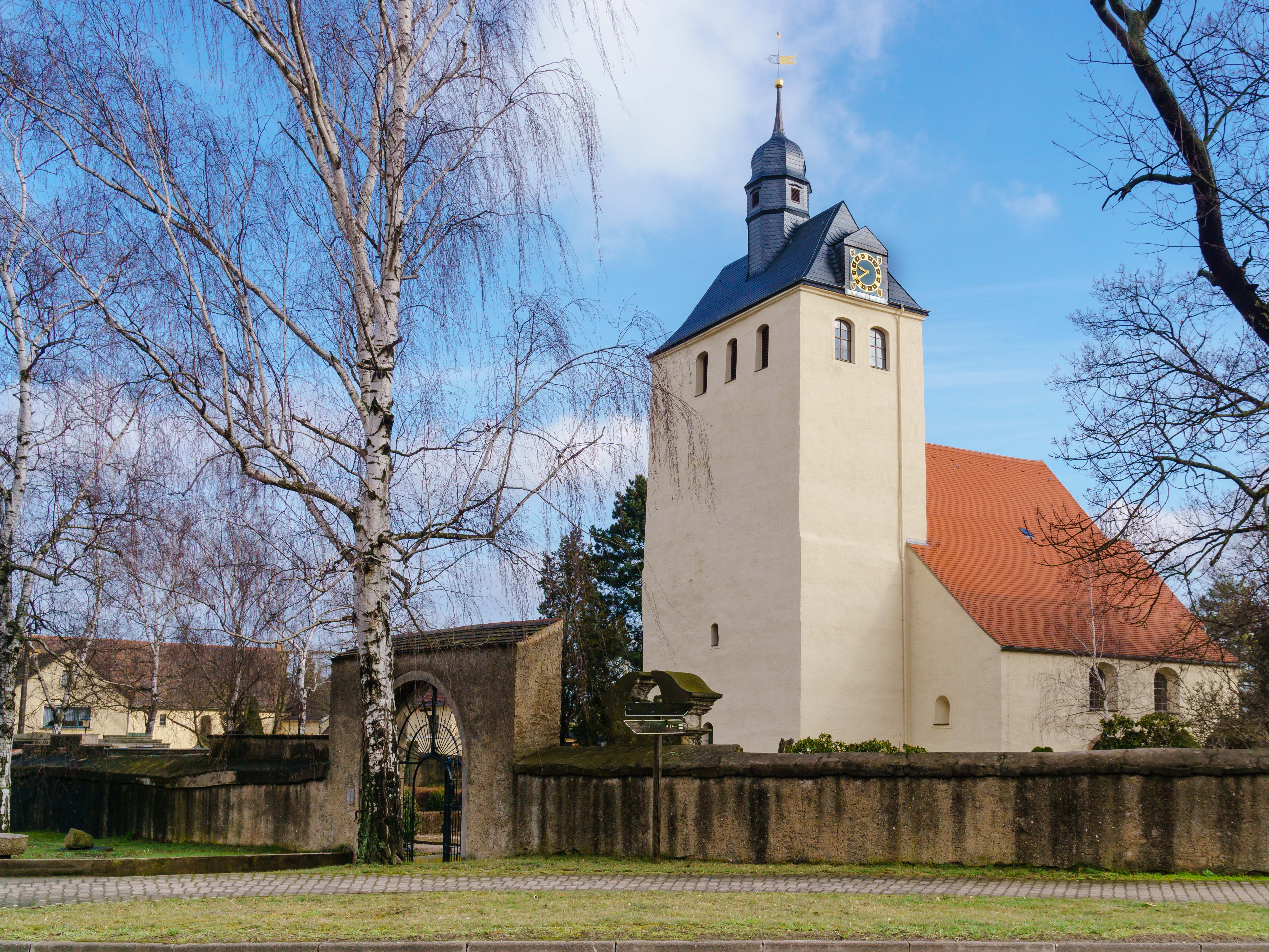
Wehrkirche Pomßen

Die Wehrkirche Pomßen (ˈpɔmzn̩) ist ein Kirchengebäude der Evangelisch-Lutherischen Landeskirche Sachsens in Pomßen, einem Ortsteil der Gemeinde Parthenstein im sächsischen Landkreis Leipzig. In ihr erklingt mit einem Alter von 350 Jahren Sachsens älteste spielbare Orgel, die Gottfried Richter (1640–1717) schuf. Aufgrund ihrer Bilderdecke mit 56 Gemälden gehört sie zudem zu den seltenen Bilderkirchen.

## Geschichte

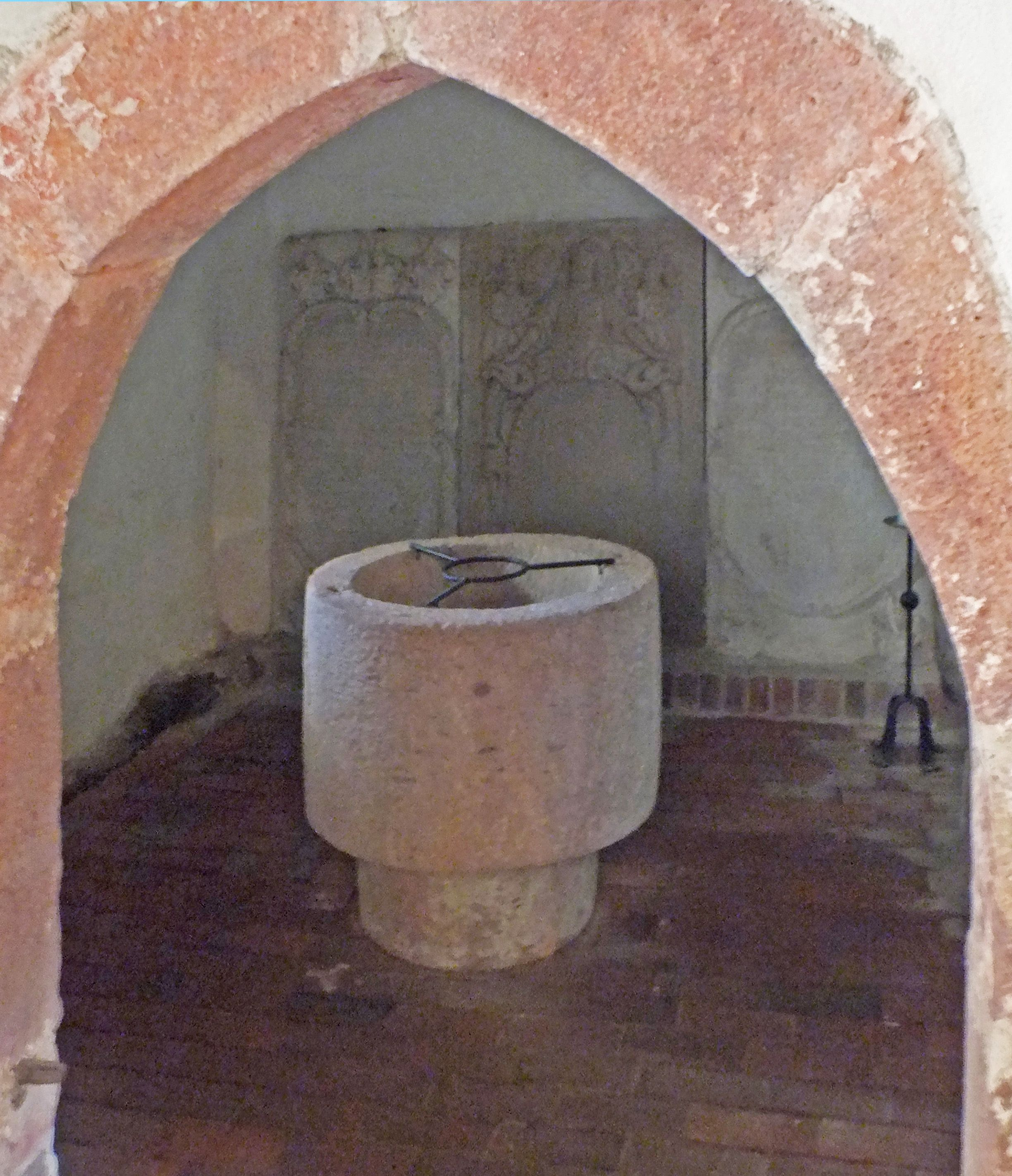
Taufstein, 15. Jahrhundert

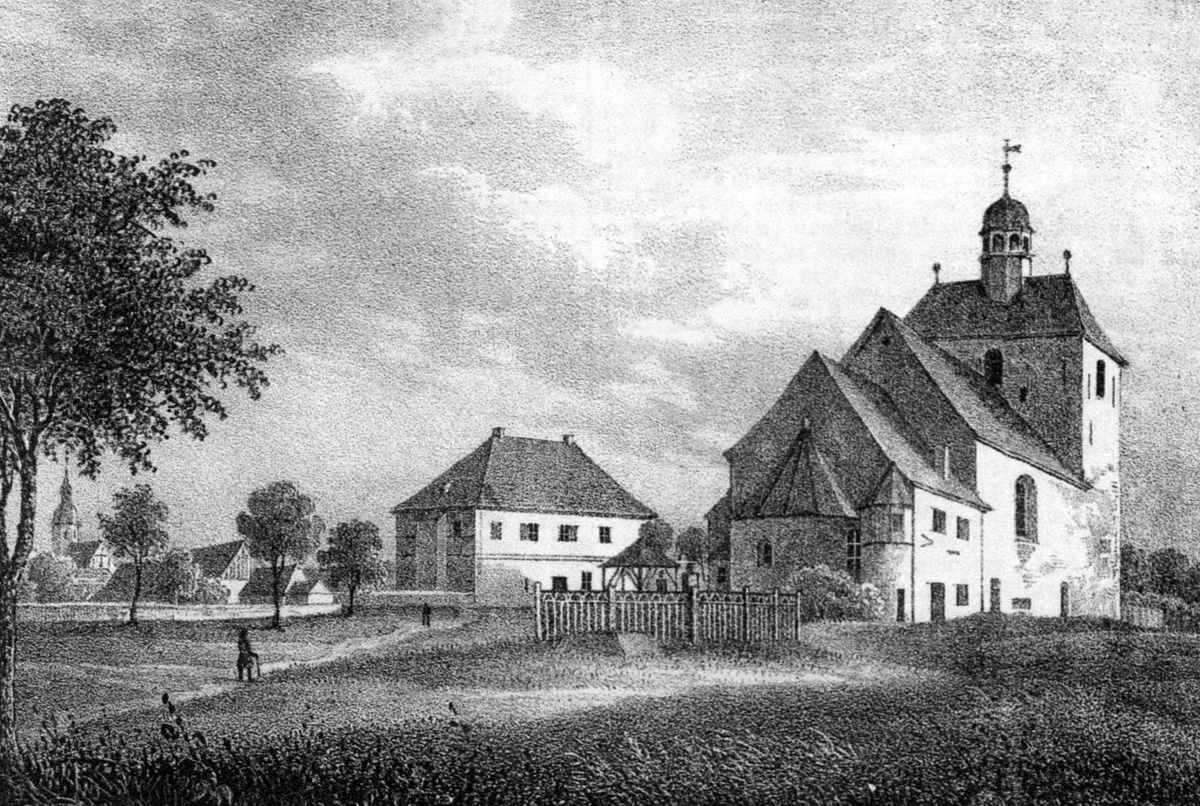
Die Pomßener Kirche um 1840

Die ältesten Teile der Kirche, romanische Kapitelle, Apsis und romanische Fenster, stammen aus dem 13. Jahrhundert. Auf das 15. Jahrhundert gehen Mauerdurchbruch vom Kirchenschiff zum Turm, der Türbogen aus Rochlitzer Porphyr und der Taufstein zurück.
Von 1536 bis 1782 waren die Herren von Ponickau Besitzer von Gut und Schloss Pomßen. Damit waren sie auch Patronatsherren der Kirche. In ihrer Zeit entstand im Wesentlichen die heutige Ausstattung der Kirche. Als die Herren von Ponickau die Kirche übernahmen, war sie bereits evangelisch; 1527 hatte hier die erste evangelische Kirchenvisitation stattgefunden.
Der Renaissance-Altar von 1560 aus der Freiberger Bildhauerschule Andreas Lorenz dürfte die erste große Anschaffung gewesen sein. Nach einer größeren Beschädigung der Kirche mit teilweisem Einsturz des Turmes begann 1660 eine längere Bau- und Ausstattungsphase. 1668 wurde die Empore an der Nordwand eingebaut. Es entstanden die Kassettendecken in Langhaus und Chor sowie die Kanzel, 1668 das Engelskonzert an der Brüstung der Orgelempore. Die Orgel folgte 1671 und das Glockengeläut 1686. Die Bautätigkeit endete mit der Errichtung der zweistöckigen Patronatsloge mit eigenem Aufgang 1686.
Am 6. Februar 1727 führte in der Kirche zu Pomßen Johann Sebastian Bach (1685–1750) seine Kantate Ich lasse dich nicht, du segnest mich denn erstmals auf, die er zu einer Kantate für den Tag Mariä Reinigung veränderte. Sie erhielt die Werknummer BWV 157. Anlass der Aufführung war ein Trauergottesdienst für den im Vorjahr verstorbenen Pomßener Gutsherrn Johann Christoph von Ponickau (1652–1726), der sich die Bibelstelle für die Kantate selbst ausgesucht haben soll. Im zweiten Teil des Gottesdienstes erklang Liebster Gott, vergisst du mich (BWV Anh. I 209).
Über den Zeitraum von 1889 bis 1934 erfolgten Renovierungsarbeiten, unter anderem mit der Freilegung alter Wandgemälde. 1974 wurde die Kirche außen erneuert, und in den 1990er-Jahren wurden die Kunstwerke im Innenraum restauriert.

## Architektur

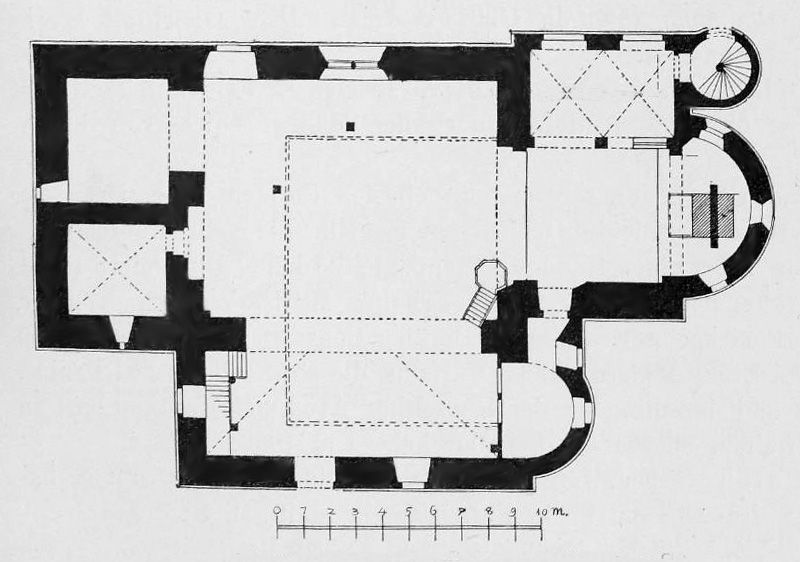
Grundriss der Kirche (um 1900)

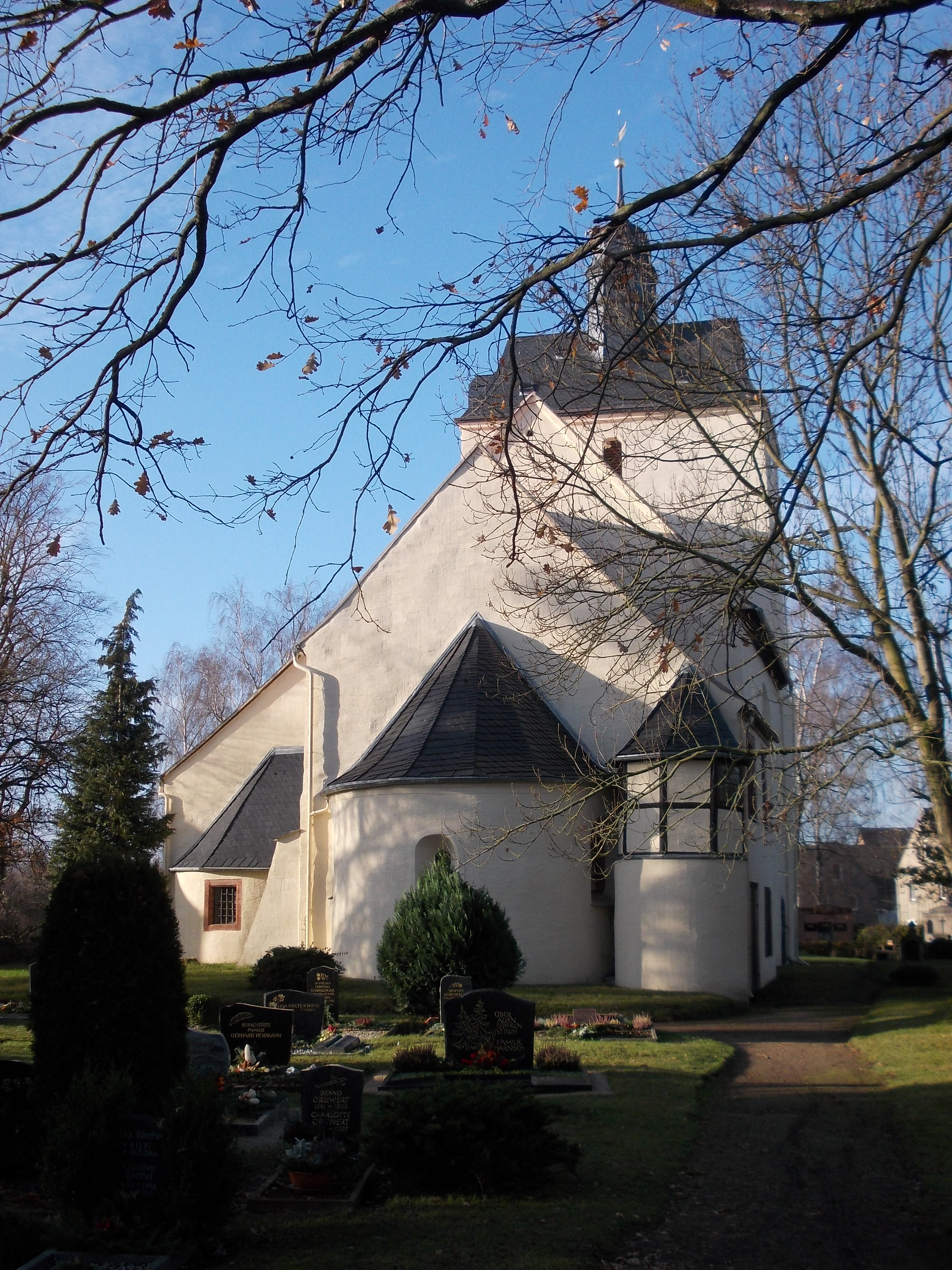
Ansicht von Osten

An der Kirche fällt zunächst der massige quergestellte Turm mit einer Grundfläche von 11,5 m × 6,5 m auf, der die Breite des Hauptschiffes der Kirche einnimmt und den Charakter als Wehrkirche bestimmt. Er ist bis auf die rundbogigen Schallfenster der Glockenstube nahezu fensterlos. Auf einem schiefergedeckten Walmdach sitzt ein Dachreiter mit einer Glockenhaube auf. Auf der Südseite des Daches trägt ein kleiner Giebel ein Zifferblatt der Turmuhr, während auf der Nordseite das Zifferblatt in Höhe der Glockenstube auf der Wand angebracht ist.
Das an den Turm anschließende 11,5 m lange Hauptschiff ist über die Turmbreite hinaus nach Süden verbreitert, wodurch ein Seitenschiff entsteht. Es ist innen über einen großen Rundbogen mit dem Hauptschiff verbunden. In der Höhe abgestuft folgt am Hauptschiff der 6,5 m lange Chor, der durch eine halbrunde Apsis mit drei Rundbogenfenstern abgeschlossen wird. Nördlich der Apsis steht ein kleiner Treppenturm, der einen externen Zugang zur Patronatsloge ermöglicht.

## Ausstattung
Im Gegensatz zum schlichten Äußeren zeigt die Kirche eine reiche Ausstattung. Der Altar ist aus farbig gefasstem Sandstein. Im Retabel durch Säulen gegliedert, ähnelt er einem Dreiflügelaltar. Die Einzelbilder stellen das Leben und Leiden Jesu dar: die Geburt im Stall, seine Taufe, die Gefangennahme in Gethsemane, Geißelung, Kreuzigung, Kreuzabnahme, Grablegung und Auferstehung. Zentral eingebunden dargestellt ist die Stifterfamilie, Hans von Ponickau (1508–1573) mit seiner Frau, seinen Töchtern und Söhnen.
Im Chorraum dominiert an der Nordseite die stuckgeschmückte Patronatsloge, ihr gegenüber hängen aufwendig gestaltete Epitaphien für Verstorbene der Familie Ponickau. Die flache Decke des Chors zieren 20 Kassetten, in denen Engel dargestellt sind, welche die Marterwerkzeuge Christi tragen. Von der Decke des Chores schwebt an einem Seil ein großer barocker Taufengel, der früher zur Taufe abgesenkt werden konnte. Eine Schranke mit kräftigen aus Holz gedrehten und geschnitzten Balustern trennt den Chor vom Langhaus.
Über dieser Schranke an der Säule zwischen Haupt- und Seitenschiff steht auf einem geschnitzten Engel die in Weiß und Gold gehaltene Kanzel. In ihren Bildfeldern sind die Evangelisten, Paulus, Joel und Jeremia sowie an der Kanzeltür Aron und Moses dargestellt.
Das Hauptschiff hat eine Kassettendecke mit 56 Feldern. 53 von ihnen tragen allegorische Darstellungen alt- und neutestamentlicher Gestalten von Adam bis Christus und frühen Kirchenvätern in Grisaillemalerei auf gold-ockerfarbenem Grund. Das Seitenschiff hat ein hölzernes Tonnengewölbe und eine Empore. Deren Felderflächen sowie die der beiden Emporen im Hauptschiff zeigen florale Ornamente in der Technik der Deckenkassetten.
An der Westwand erhebt sich über der ersten eine zweite Empore mit der Orgel. An ihrer Brüstung sind in sieben Feldern Engel mit zeitgemäßen Musikinstrumenten dargestellt (Engelskonzert). Auch die Flügeltüren der Orgel zeigen musikbezogene Darstellungen. Die Bemalungen der Kassettendecken der Emporen und der Orgel bilden eine gestalterische Einheit.

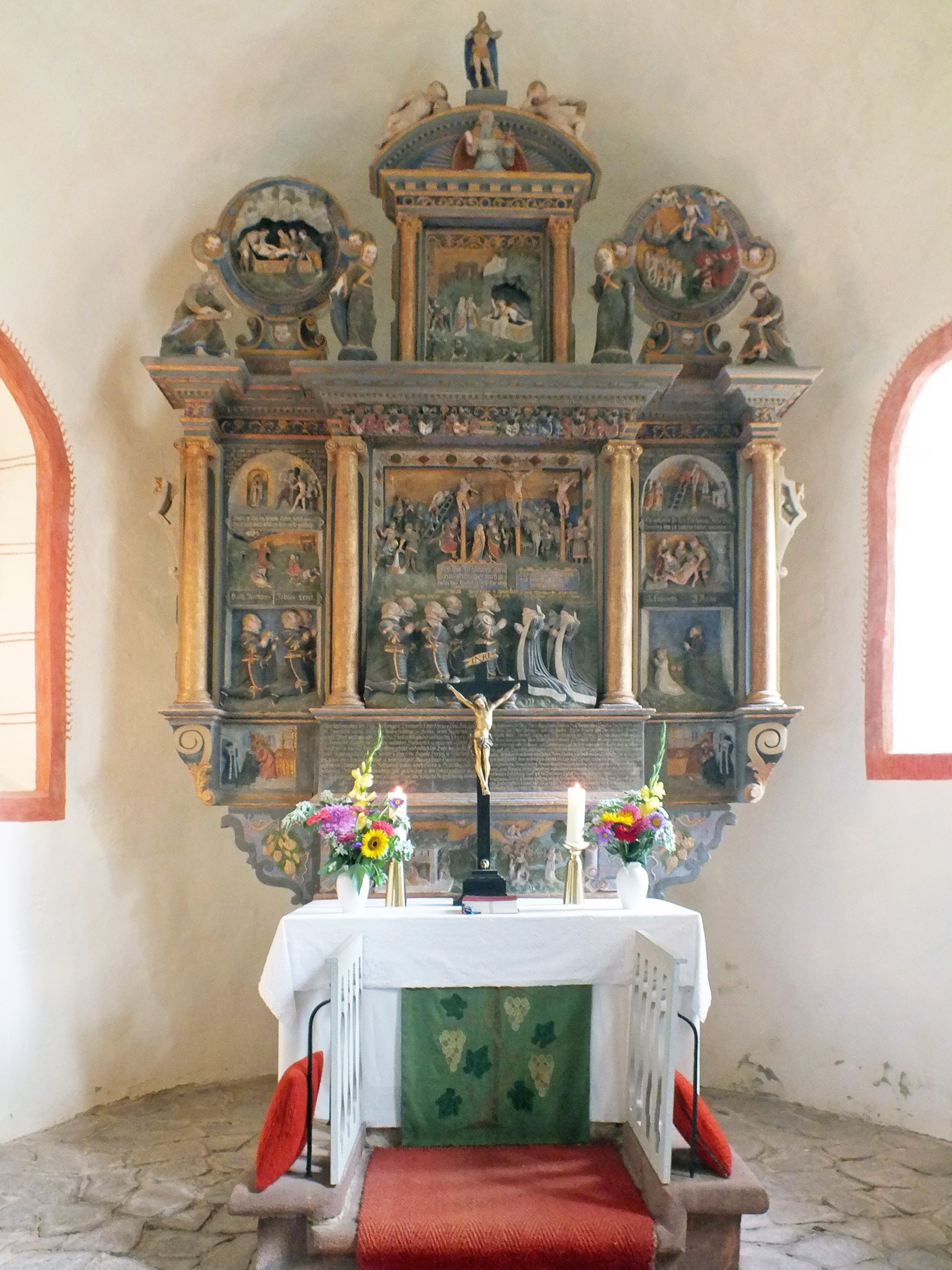
Altar
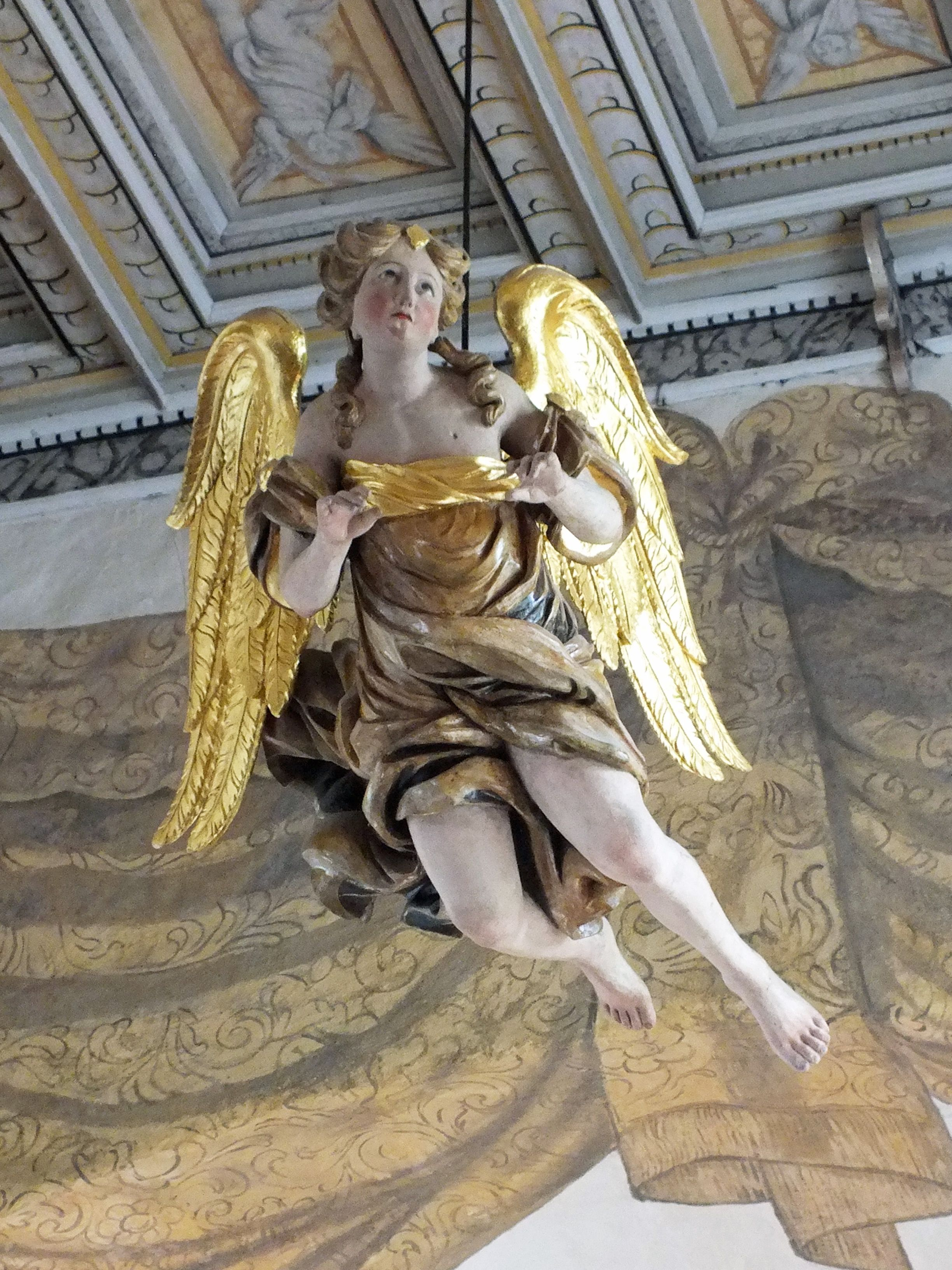
Taufengel
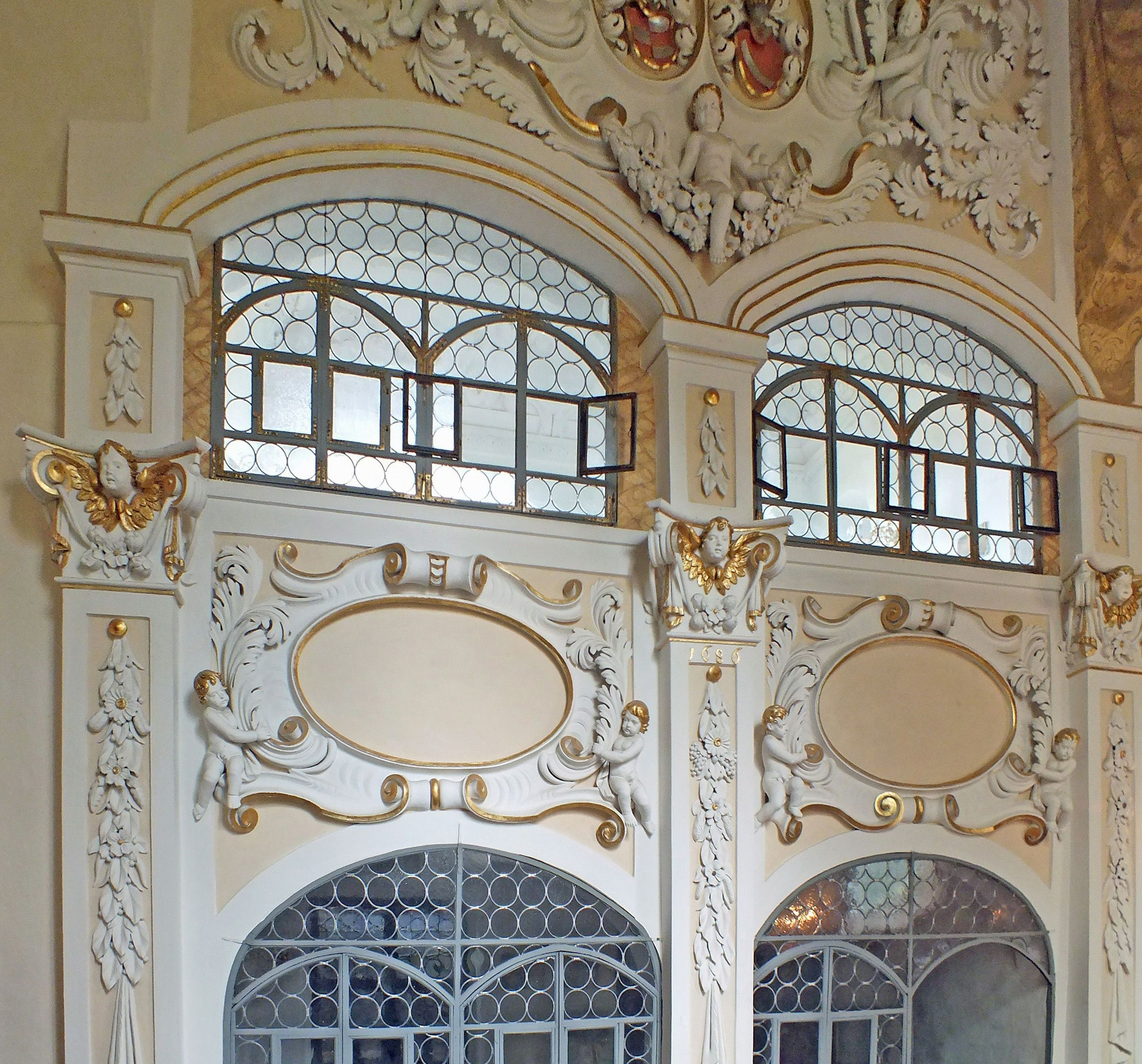
Patronatsloge
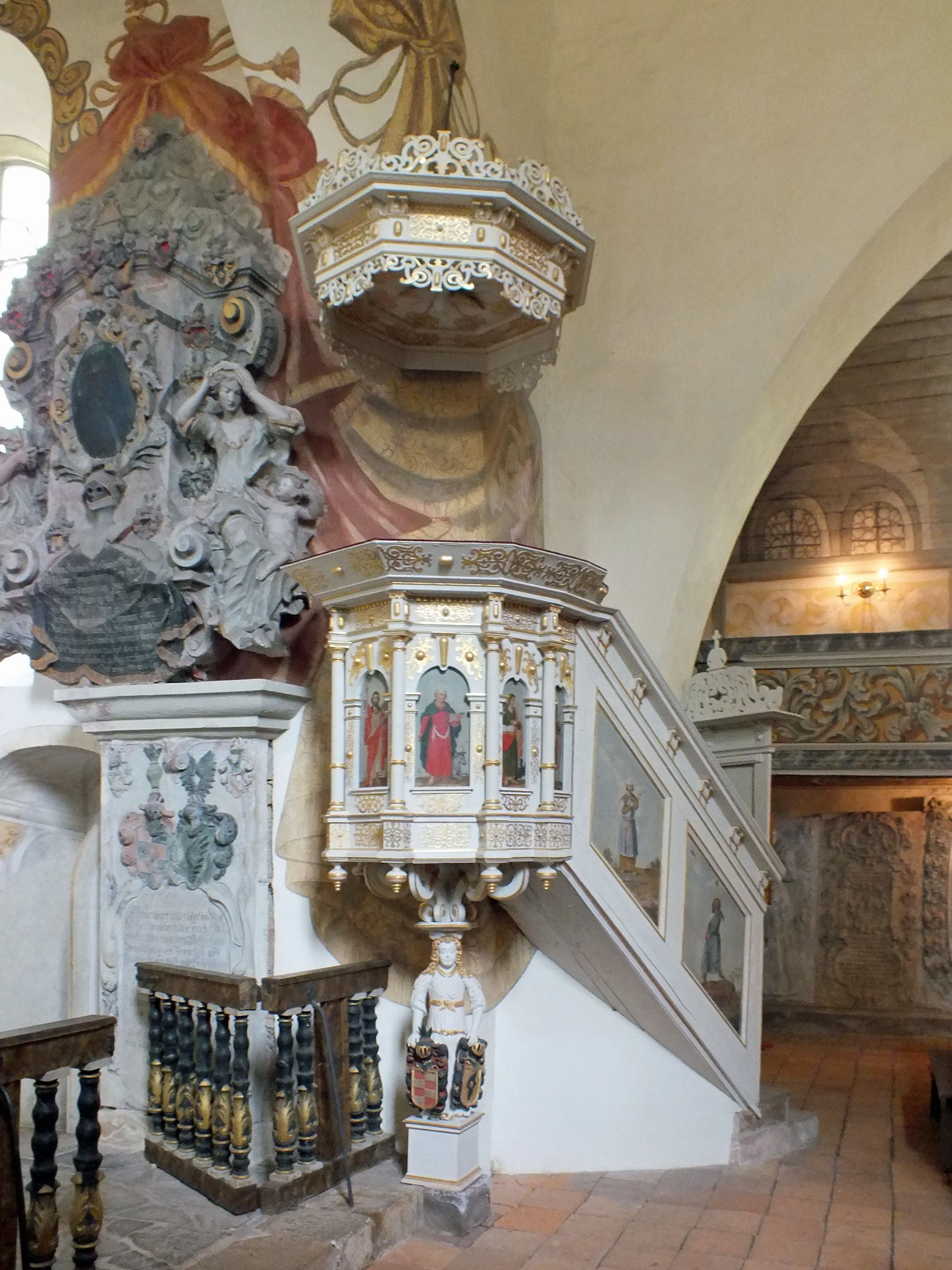
Kanzel
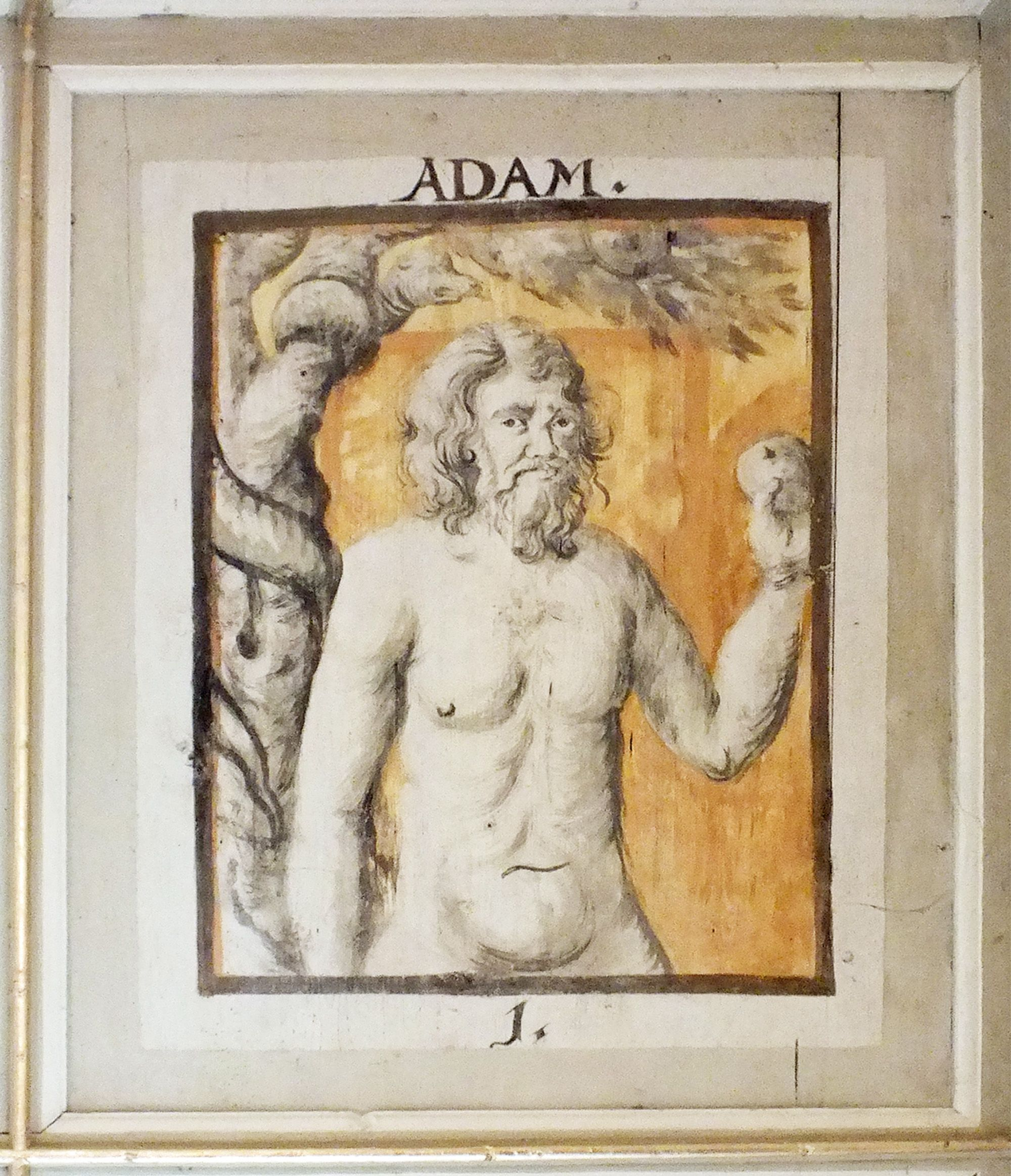
Deckenteil Hauptschiff
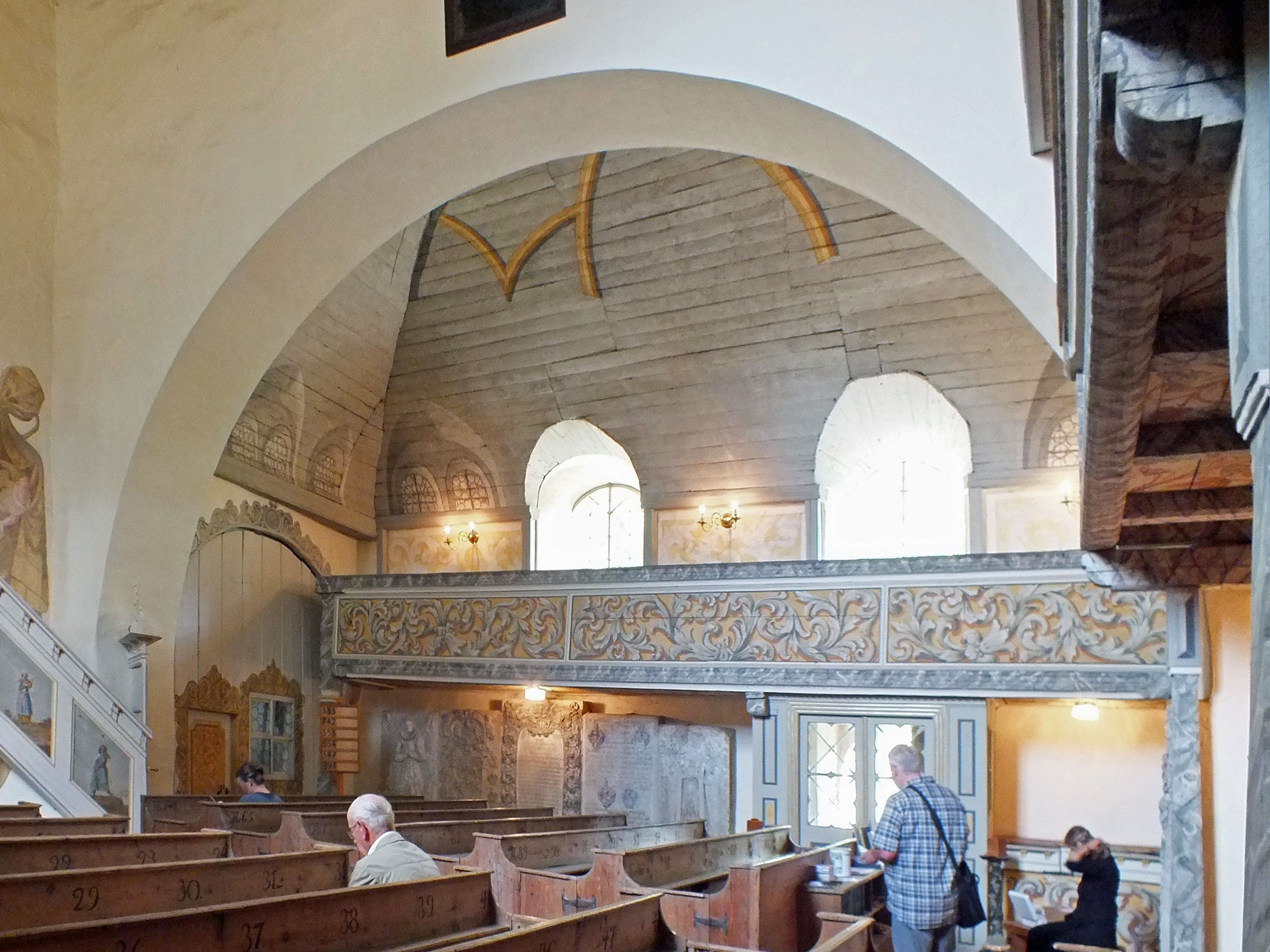
Seitenschiff
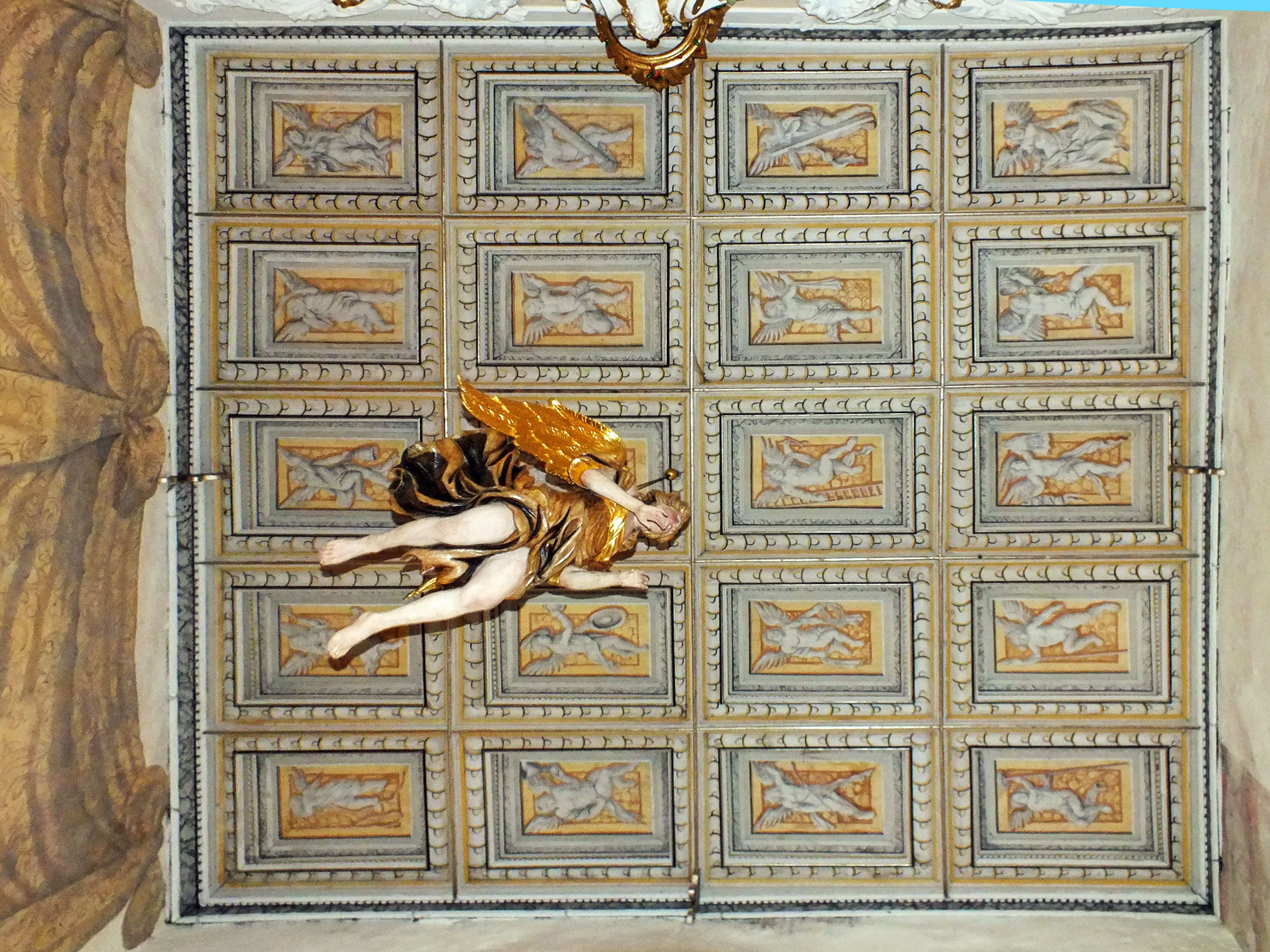
Kassettendecke im Chor mit schwebendem Taufengel

## Orgel

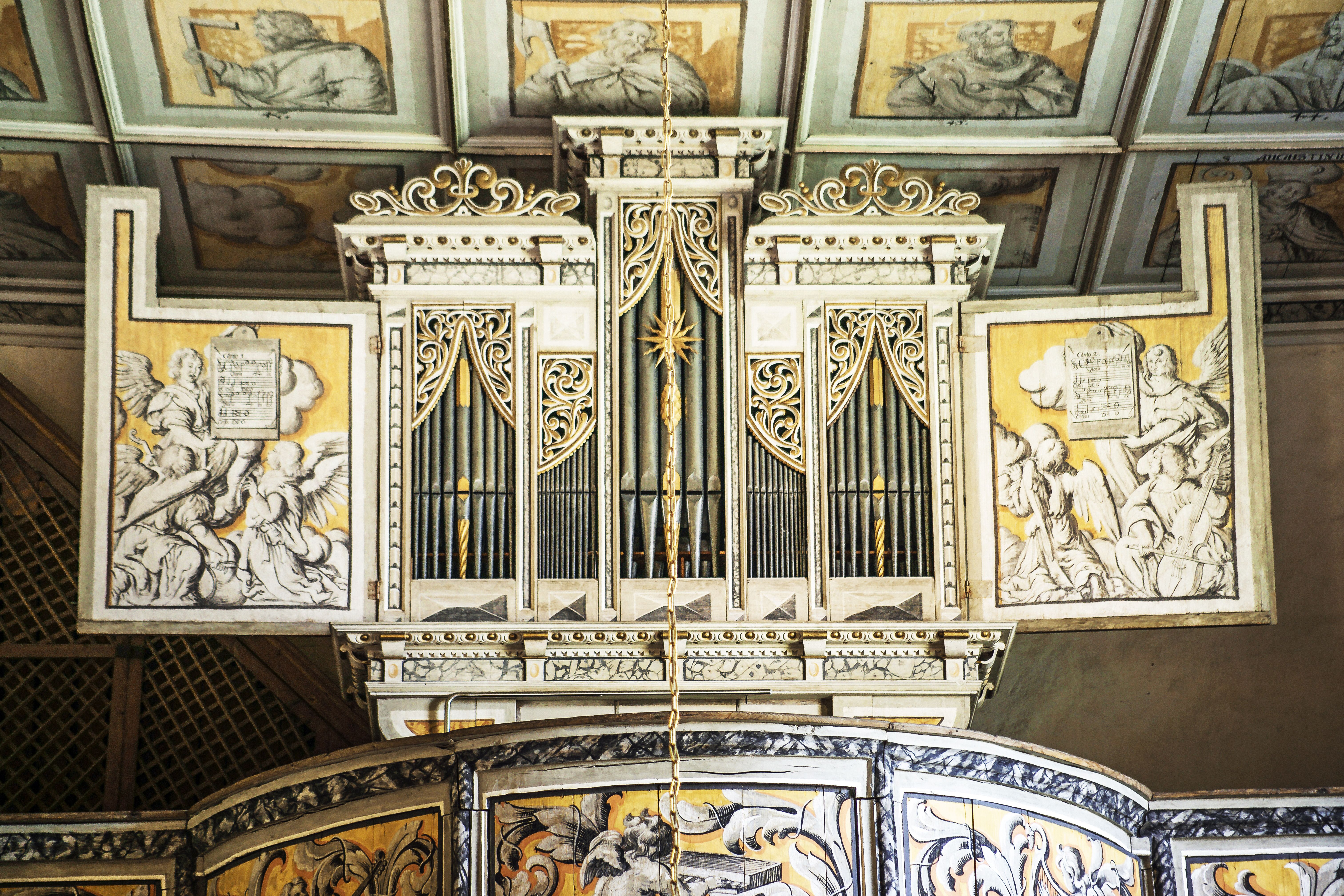
Orgelprospekt

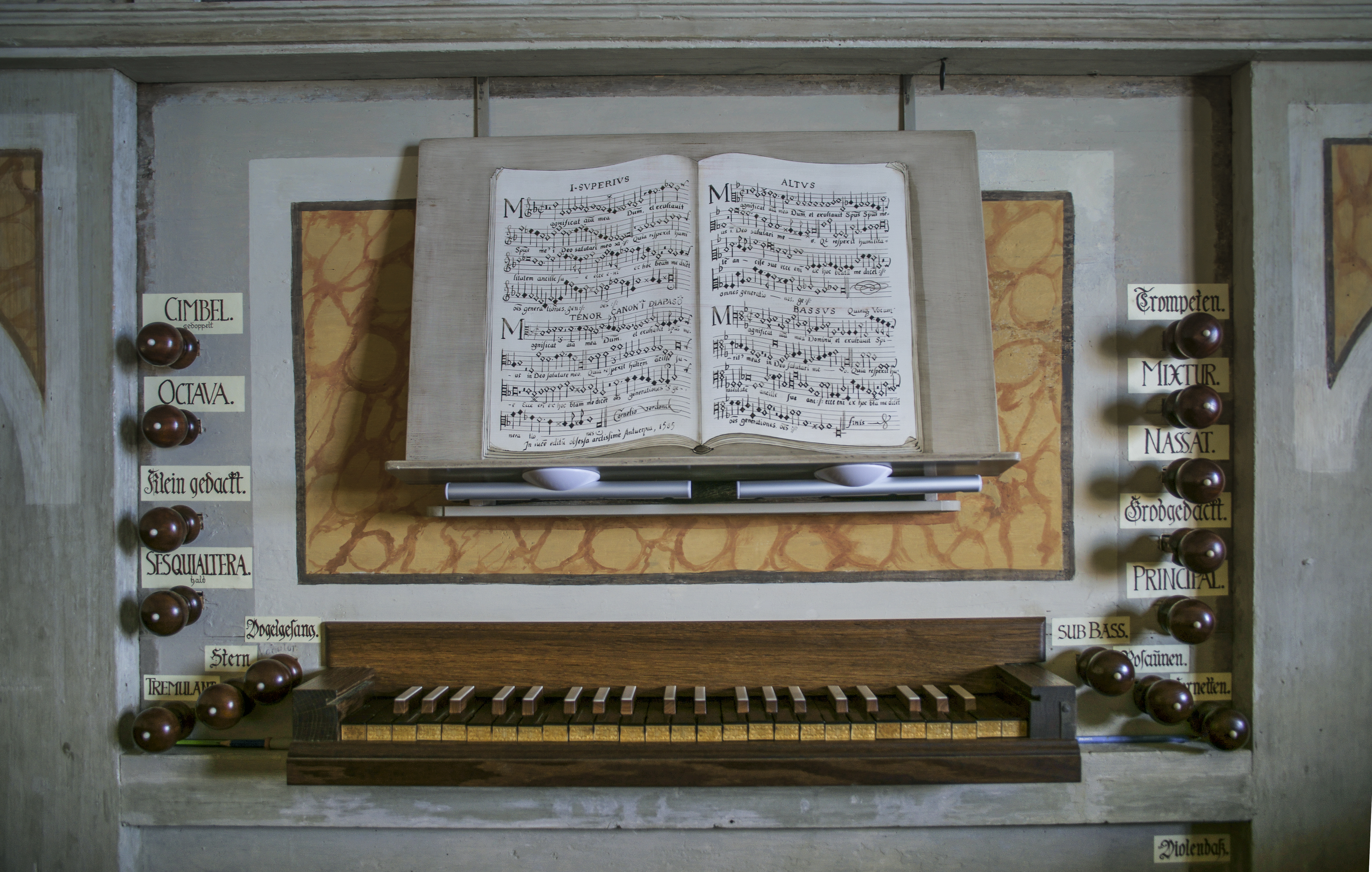
Orgel-Spieltisch

Die Orgel der Wehrkirche Pomßen aus dem Jahr 1671 gilt als die wohl älteste erhaltene Orgel Sachsens, der 350. Jahrestag der Weihe dieser Richter-Orgel wird am 10. Oktober 2021 mit Symposium und
Orgel-Konzert begangen.
Sophia von Ponickau erteilte nach den Schäden von 1661 den Auftrag zum Neubau der bis heute erhaltenen Orgel an Gottfried Richter, Orgelbauer und späterer Bürgermeister in Döbeln in Sachsen. Sie wurde 1671 gebaut. Das einmanualige Werk hatte ursprünglich zwölf Register. Im Jahr 1727 kam ein Pedalregister hinzu, das Orgelbauer Johann George Gordt aus Mittweida schuf. 1887 baute Gottfried Hildebrand aus Leipzig zwei Register aus und neue Klaviaturen ein. Von 2004 bis 2006 restaurierte die Orgelwerkstatt Wegscheider das Instrument und stellte den ursprünglichen Zustand wieder her.
Richter orientierte sich bei der Gestaltung des fünfteiligen Prospekts historisierend am Stil der Renaissance. Die mittleren drei langen, bossierten Pfeifen haben gedrehte Füße und vergoldete Labien, die Ober- und Unterlabien der Prospektpfeifen Kielbögen. Die seitlichen Flügeltüren sind in Grisaille-Technik bemalt. Die originale Disposition ist in der „Orgell-Predigt“ am Palmsonntag 1671 von Pomßens Pfarrer Immanuel Weber dokumentiert. Manual- und Pedalwerk stehen jeweils in eigenen Gehäusen. Die heutige Disposition der Orgel lautet wie folgt:
| I Manual CDEFGA–c3 |                     |    |
| 1.                 | Grobgedackt         | 8′ |
| 2.                 | Principal           | 4′ |
| 3.                 | Klein gedackt       | 4′ |
| 4.                 | Nassat              | 3′ |
| 5.                 | Sesquialtera II     |    |
| 6.                 | Octava              | 2′ |
| 7.                 | Mixtur III          |    |
| 8.                 | Cimbel gedoppelt II |    |
| 9.                 | Trompeten           | 8′ |

| Pedal CDEFGA–c1 |            |     |
| 10.             | Subbass    | 16′ |
| 11.             | Violenbass | 08′ |
| 12.             | Posaunen   | 16′ |
| 13.             | Cornetten  | 02′ |

- Koppeln: I/P (wohl ab 1727, neue Einschaltung 2006)
- Tremulant und Vogelgesang (beide 2006 rekonstruiert), Stern (rekonstruiert 2006 und 2016)
- Stimmung a1 = ca. 458 Hz, mitteltönige Stimmung (1⁄4 syntonisches Komma)

Anmerkungen
1. 1 2 3 4  2006 rekonstruiert
2. ↑  seit 2006 auf separater Windlade

Die Bezeichnungen und die Schreibart von Registern und Spielhilfen (außer Violenbass) sind der Orgelweihe-Predigt vom 22. März 1671 des Pomßener Pfarrers Immanuel Weber von 1671 entnommen.
Im Jahr 2007 wurden Aufnahmen von Roland Börgers Orgelspiel auf der 2006 restaurierten Richter-Orgel gefertigt und auf CD veröffentlicht.

## Geläut
Das älteste bekannte und heute noch vorhandene Glockengeläut stammt aus dem Jahr 1685: Die drei Bronze-Kirchenglocken sind ein g-Moll-Geläut mit der Tonfolge ges′ ±0 (775 kg Gewicht), b′ +7 (350 kg) und d″ ±0 (150 kg).
Es schuf der Glockengießer Johann Jakob Hoffmann aus Halle an der Saale. Die Glocken weisen in ihren Inschriften seinen Namen bzw. seine Initialen auf.
Die große und mittlere Glocke mussten im Zweiten Weltkrieg abgegeben werden, sie entgingen jedoch der Zerstörung und Einschmelzung und konnten 1947 vom Glockenfriedhof Hamburg auch unter Nutzung des Wasserwegs über die Elbe nach Pomßen zurückgeholt werden. Im Jahr 1984 wurde das Geläut elektrifiziert.
2014/2015 wurden in mehrmonatiger Arbeit der Stahlglockenstuhl von 1982, der Schäden am Geläut verursacht hatte, zurückgebaut und nach historischem Vorbild und unter Verwendung noch vorhandener Teile des historischen Glockenstuhls ein neuer Eichenholzglockenstuhl errichtet. Während dieser Zeit wurden die drei Glocken umfassend saniert.

## Kirchgemeinde
Die Kirche Pomßen gehört zur Evangelisch-Lutherischen Kirchgemeinde Pomßen-Belgershain, die gemeinsam mit der Kirchgemeinde Köhra vom Pfarramt Pomßen verwaltet wird.

## Pfarrer seit 1529
Nach dem Pfarrerbuch Sachsen:
- 1529 – Russel, Thomas
- 1540 – Boner, Wolfgang
- 1545 – Adam, Johann
- 1545 – Jungadam, Johann
- 1557 – Linse, Johann
- 1601 – Seidel, Martin d. Ä.
- 1616 – Schubart, Valentin
- 1630 – Naumann, Johann
- 1633 – Schalitz, Daniel
- 1659 – Müller, David
- 1665 – Weber, Immanuel
- 1678 – Tieftrunk, Kaspar Christian
- 1705 – Steinhäuser, Johann Joachim
- 1744 – Creutz, Johann Christian
- 1747 – Feist, Christian Gottlob
- 1749 – Rätze, Christian Benjamin
- 1788 – Schieck, Johann Samuel Vertraugott
- 1822 – Schieck, Georg Eduard
- 1856 – Schmid, Friedrich Ferdinand
- 1915 – Bernhardt, Friedrich Hermann Viktor
- 1936 – Kessler, *Karl Franz Bernhard
- 1949 – Kammerlander, Ehrhard
- 1970 – Müller, Siegfried
- 1979 – Günther, Klaus

## Überregionale Ausstrahlung
Monatlich von Mai bis Dezember jeden Jahres veranstaltet der Förderverein zur Pflege und Restaurierung der Renaissance-Orgel in der Wehrkirche zu Pomßen/Sachsen e.V. ein Konzert mit deutschen und internationalen Organisten. Dazu gehören auch Konzerte der Europäischen Orgelakademie Leipzig, die die Hochschule für Musik und Theater „Felix Mendelssohn Bartholdy“ Leipzig alle zwei Jahre und 2017 zum sechsten Mal organisierte.
Am 23. Oktober 2016 sendeten die Radiosender MDR Kultur und Deutschlandfunk den Gottesdienst aus der Kirche als Direktübertragung und machten so das Bauwerk, die Orgel und die Kirchgemeinde überregional bekannt.